# Bát quái chưởng
Theo nhiều thuyết lưu truyền trong dân gian và giới võ thuật Bát quái chưởng (bính âm: Bāguàzhǎng, romaji: Hakkeshou) hay Bát quái quyền là một trong ba phái thuộc Nội gia Nam phái. Hai phái còn lại là Thái cực quyền và Hình ý quyền. Chúng đều có nguồn gốc từ Võ Đang phái. Bát quái chưởng còn được gọi bởi những tên như: Du thân bát quái chưởng; Long hình bát quái chưởng; Bát quái liên hoàn chưởng hay Bát phó du thân chưởng.